# 2-га армія (Німецька імперія)
Не варто плутати з 2-ю німецькою армією часів Другої світової війни
2-га а́рмія  (нім. 2. Armee) — армія Імперської армії Німеччини за часів Першої світової війни.

## Історія
2-га армія (2. Armee) була сформована 2 серпня 1914 року.

## Командування

### Командувачі
- генерал-полковник, з 27 січня 1915 генерал-фельдмаршал Карл фон Бюлов (нім. Karl von Bülow) (2 серпня 1914 — 4 квітня 1915);
- генерал від інфантерії Фріц фон Белов (нім. Fritz von Below) (4 квітня 1915 — 19 липня 1916);
- генерал артилерії Макс фон Гальвиц (нім. Max von Gallwitz) (19 липня — 17 грудня 1916);
- генерал кавалерії Георг фон дер Марвиц (нім. Max von Gallwitz) (17 грудня 1916 — 22 вересня 1918);
- генерал від інфантерії Адольф фон Карловіц (нім. Adolph von Carlowitz) (22 вересня — листопад 1918).